# نایسریا خاکستری
نایسریا خاکستری (نام علمی: Neisseria cinerea) نام یک گونه از سرده نایسریا است.